# Episodi di True Blood (settima stagione)
La settima e ultima stagione della serie televisiva True Blood, composta da 10 episodi, è stata trasmessa sul canale statunitense HBO dal 22 giugno al 24 agosto 2014.
In Italia, la stagione è andata in onda in prima visione in lingua italiana sul canale satellitare Fox dal 9 settembre all'11 novembre 2014. È stata trasmessa in lingua originale sottotitolata in italiano dal 30 giugno al 1º settembre 2014.
Durante questa stagione entrano nel cast principale Jim Parrack (rientro), Adina Porter (rientro), Amelia Rose Blaire, Gregg Daniel, Aaron Christian Howles, Noah Matthews, Bailey Noble, Nathan Parsons, Karolina Wydra e Tara Buck. Lois Smith, Todd Lowe, Michael McMillian, Jessica Tuck, Rutger Hauer e Robert Patrick ricompaiono come guest star.
Prima della messa in onda della stagione, il 15 giugno 2014 HBO ha trasmesso lo speciale intitolato A Farewell to Bon Temps, in cui i produttori esecutivi Alan Ball e Brian Buckner assieme ad alcuni membri del cast hanno ripercorso le sei stagioni della serie e hanno anticipato alcuni elementi della stagione finale.
| nº | Titolo originale     | Titolo italiano    | Prima TV USA   | Prima TV Italia   |
| -- | -------------------- | ------------------ | -------------- | ----------------- |
| 1  | Jesus Gonna Be Here  | Gesù non è più qui | 22 giugno 2014 | 9 settembre 2014  |
| 2  | I Found You          | La rivolta         | 29 giugno 2014 | 16 settembre 2014 |
| 3  | Fire in the Hole     | Fuoco              | 6 luglio 2014  | 23 settembre 2014 |
| 4  | Death is Not the End | Minuti contati     | 13 luglio 2014 | 30 settembre 2014 |
| 5  | Lost Cause           | Giorno di festa    | 20 luglio 2014 | 7 ottobre 2014    |
| 6  | Karma                | Karma              | 27 luglio 2014 | 14 ottobre 2014   |
| 7  | May Be the Last Time | Un'ultima volta    | 3 agosto 2014  | 21 ottobre 2014   |
| 8  | Almost Home          | Quasi a casa       | 10 agosto 2014 | 28 ottobre 2014   |
| 9  | Love Is to Die       | Amare è morire     | 17 agosto 2014 | 4 novembre 2014   |
| 10 | Thank You            | Grazie             | 24 agosto 2014 | 11 novembre 2014  |

## Gesù non è più qui
- Titolo originale: Jesus Gonna Be Here
- Diretto da: Stephen Moyer
- Scritto da: Angela Robinson

### Trama
I vampiri infetti dall'epatite V attaccano la festa di Arlene, riuscendo a rapire la stessa, Holly, Nicole, Jane e uno degli uomini di Andy, ferendo o uccidendo gli altri, tra cui Tara. Sookie si rende conto che la gente ritiene lei la causa dell'attacco mentre Vince Gibson, l'uomo sconfitto da Sam nella campagna elettorale per la carica di sindaco di Bon Temps, lo vede usare i suoi poteri: i due si confrontano e Sam riesce ad ottenere che Vince mantenga il segreto fino a che la situazione non tornerà alla normalità. Bill decide di assegnare ogni umano ad un vampiro mentre Sookie, nel bosco, trova il cadavere di una ragazza. Pam si trova in Marocco per cercare Eric mentre Jessica continua a proteggere Adylin fuori da casa sua. Sookie torna a casa e ha una discussione con Alcide, avendo ascoltato i suoi pensieri, mentre Jason e Violet incontrano il gruppo di civili guidati da Vince, decisi a combattere da soli contro i vampiri infetti, per poi avere un rapporto sessuale per la prima volta. Jessica e Adylin vengono raggiunte da un vampiro infetto, mentre Lettie Mae, dopo aver assaggiato il sangue di Willa, si convince di sentire la presenza di Tara. Andy e Bill incontrano Vince e il suo gruppo mentre Arlene e gli altri si trovano nel nido di vampiri infetti al Fangtasia. Adylin, per salvare Jessica dall'alba, la invita in casa sua e la vampira si ritira in soffitta mentre Sookie, durante la messa mattutina, viene incolpata davanti a tutti da Lettie Mae e, dopo aver sentito i pensieri dei presenti, dice loro di voler solo aiutare.
- Guest star: Dale Raoul (Maxine Fortenberry), Patricia Bethune (Jane Bodehouse), John Rezig (Kevin Ellis), Tess Alexandra Parker (Rosie), Tanya Wright (Kenya Jones), Shannon Lucio (Caroline Compton), Brett Rickaby (Vince), Paula Jai Parker (Karen), Dustin Ingram (Ronnie), Paul Rae (Figura oscura), Brianne Davis (Belinda), Brian Poth (Vampiro Matt), Maz Jobrani (Proprietario marocchino), David Bickford (Reverendo Skinner), Arthur Darbinyan (Najat), Massi Furlan (Nizar), Robert Baker (Mack), Lucas Adams (Lou).
- Ascolti USA: telespettatori 4.031.000[4]

## La rivolta

Sam, Jason, Sookie, Alcide e Andy in una scena dell'episodio.

- Titolo originale: I Found You
- Diretto da: Howard Deutch
- Scritto da: Kate Barnow

### Trama
Jason, a causa del sangue che ha bevuto qualche tempo prima, ha una fantasia su Eric mentre Sookie informa Andy e gli altri del cadavere che ha trovato nel bosco. Arlene e le altre riconoscono, tra i vampiri infetti, Betty, insegnante di alcuni dei loro figli, mentre Andy e gli altri scoprono che la ragazza trovata da Sookie proveniva dalla vicina cittadina di Saint Alice. Lettie Mae va da Lafayette per parlargli della sua visione mentre Adylin e gli altri vengono raggiunti al Merlotte's da Vince e il suo gruppo, che riesce a convincere i cittadini a non fidarsi più di Sam, rivelando il suo segreto, e a difendersi da soli; Adylin e Wade, figlio di Holly, decidono tuttavia di andarsene. Arlene e le altre convincono Betty ad aiutarle mentre Sookie e gli altri arrivano a Saint Alice, ormai una città fantasma, trovando inoltre un'enorme fossa comune. Adylin, dopo aver sentito i pensieri della segretaria di Andy, avverte Kenya che i cittadini vogliono prendere le armi della stazione di polizia, ma la folla riesce a convincerla a consegnargliele. Sookie e gli altri arrivano alla casa della ragazza trovata nel bosco e, leggendo il diario della giovane, scoprono che ha avuto una storia con i vampiri simile a quella di Sookie e Bill. Lettie Mae si ferisce intenzionalmente così da avere altro sangue da Willa, grazie al quale ha un'altra visione su Tara, mentre Andy, tornato a casa, scopre Jessica, che gli dice di essere davvero intenzionata ad aiutarli. Betty, proprio mentre tenta di liberare Arlene e le altre, muore a causa dell'epatite V mentre Sookie va da Bill per chiedergli se sia ancora in grado di sentire quando è spaventata. Pam, infine, trova Eric in Francia in pessime condizioni.
- Guest star: Dale Raoul (Maxine Fortenberry), Patricia Bethune (Jane Bodehouse), Tanya Wright (Kenya Jones), Lily Knight (Betty Harris), Brett Rickaby (Vince), Paula Jai Parker (Karen), Eugene Byrd (Jerome), Dustin Ingram (Ronnie), Robert Baker (Mack), Lucas Adams (Lou), Chelsea Ricketts (Lucinda), Brianne Davis (Belinda).
- Ascolti USA: telespettatori 3.059.000[5]

## Fuoco
- Titolo originale: Fire in the Hole
- Diretto da: Lee Rose
- Scritto da: Brian Buckner

### Trama
Pam ed Eric, affetto dall'epatite V, rievocano i fatti del 1986, quando il vampiro si era innamorato ricambiato di Sylvie, una ragazza francese, nel periodo in cui Nan Flanagan li mise a conoscenza del progetto True Blood, che Eric rifiutò seccamente. Alcide scopre che Sookie se n'è andata e si mette subito alla ricerca: la ragazza scopre che Bill, a seguito del dissanguamento subìto al campo di concentramento, non riesce più a sentirla, per poi bere di nuovo il suo sangue. Andy e Jessica liberano Wade e Adylin, che li mettono al corrente della situazione, mentre Willa e Lettie Mae arrivano alla parrocchia. Sam e il vampiro Matt vengono intercettati da Vince e gli altri e questi uccide il vampiro e costringe l'ormai ex sindaco alla fuga. Andy e gli altri arrivano a casa di Jason quando questi e Violet stanno avendo una discussione sul desiderio di avere una famiglia del vice-sceriffo; il gruppo successivamente ritrova i cittadini e, nella colluttazione, Jessica viene ferita e Violet uccide la signora Fortenberry, per poi recuperare Rocky. Alcide incontra Sam mentre il reverendo Daniels spiega a Willa che non può più rimanere con loro poiché Lettie Mae rischia di assuefarsi al suo sangue. Eric ricorda di come fu costretto dall'Autorità a uccidere Sylvie per poi venire convinto da Pam a cercare Sarah Newlin, la quale viene raggiunta dagli stessi vampiri che uccisero Sylvie. Sookie e Bill vengono raggiunti dal resto del gruppo e dai vampiri infetti: dopo aver eliminato questi e liberato Holly, Alcide viene colpito a morte da alcuni cittadini.
- Special guest star: Jessica Tuck (Nan Flanagan).
- Guest star: Dale Raoul (Maxine Fortenberry), Patricia Bethune (Jane Bodehouse), Tanya Wright (Kenya Jones), John Rezig (Kevin Ellis), Tess Alexandra Parker (Rosie), Shishir Kurup (Guru Sanbir Dutta), Gabriella Wright (Sylvie), Shannon Lucio (Caroline Compton), Louis Ozawa Changchien (Hiroki), Brett Rickaby (Vince), Paula Jai Parker (Karen), Robert Baker (Mack), Lucas Adams (Lou), Eugene Byrd (Jerome), Dustin Ingram (Ronnie), Brianne Davis (Belinda), Brian Poth (Vampiro Matt), Drew Rausch (Julian Fortenberry), Chelsea Ricketts (Lucinda).
- Ascolti USA: telespettatori 3.195.000[6]

## Minuti contati
- Titolo originale: Death is Not the End
- Diretto da: Gregg Fienberg
- Scritto da: Daniel Kenneth

### Trama
Sookie avverte Jackson della morte di Alcide mentre Jason comunica la morte di Maxine a Hoyt. Eric e Pam ricordano di quando furono costretti dall'Autorità a trasferirsi a Shreveport, dove successivamente, grazie a Ginger, nascerà il Fangtasia, mentre Sookie riesce, grazie ai suoi poteri, a leggere i ricordi di Holly e a scoprire che Arlene e le altre sono al locale; la ragazza, successivamente, convince Jessica a nutrirsi di Lafayette così da curarsi per poi nutrire lei stessa Bill. Lafayette nutre Jessica mentre la sera arrivano a casa di Bill Pam ed Eric, che richiama Willa. Il gruppo arriva quindi al Fangtasia proprio quando Arlene viene scelta per nutrire i vampiri infetti e quando i due gruppi cominciano a combattere si aggiungono anche i cittadini. Bill, per salvare Jessica, uccide Vince mentre Keith, un amico di James, riesce infine a salvare Arlene.
- Special guest star: Todd Lowe (Terry Bellefleur), Robert Patrick (Jackson Herveaux).
- Guest star: Željko Ivanek (Magister), Riley Smith (Keith), Patricia Bethune (Jane Bodehouse), Tanya Wright (Kenya Jones), Tess Alexandra Parker (Rosie), John Rezig (Kevin Ellis), Brett Rickaby (Vince), Paula Jai Parker (Karen), Eugene Byrd (Jerome), Dustin Ingram (Ronnie), Stacy Haiduk (Jenny), Christian Pitre (Victoria), Jamie Luner (Amanda H-Vamp), Chelsea Ricketts (Lucinda).
- Ascolti USA: telespettatori 3.230.000[7]

## Giorno di festa
- Titolo originale: Lost Cause
- Diretto da: Howard Deutch
- Scritto da: Craig Chester

### Trama
Willa, in cambio della liberazione dal suo vincolo creatore-progenie, dice a Eric che Sarah Newlin ha una sorella vampira di nome Amber che abita a Dallas. Jackson e la sua donna arrivano a casa di Sookie e preparano il ricevimento per la morte di Alcide e Tara mentre Pam ed Eric trovano Amber, anche lei malata, che li indirizza ad una serata di gala dove saranno presenti i suoi genitori e quindi molto probabilmente anche Sarah. Al ricevimento Lettie Mae si riappacifica con Sookie, Jessica con Andy e questi poi chiede ad Holly di sposarlo, e la donna accetta. James, sempre più distante da Jessica, bacia Lafayette per poi farci sesso: la giovane vampira li scopre e successivamente si confronta con Lafayette. Lettie Mae, intenzionata a bere di nuovo il suo sangue per parlare con Tara, accoltella Willa; Lafayette la porta via mentre Nicole successivamente fa una scenata, venendo portata poi via da Sam e Violet. Jessica e Jason, dopo aver parlato dei loro rispettivi problemi di coppia, hanno un rapporto sessuale mentre al galà Sarah avvicina la madre per chiederle protezione. Violet origlia il rapporto di Jason e Jessica mentre Eric, al galà, riesce a mettere le mani su Sarah. Bill, infine, scopre i primi sintomi della malattia.
- Special guest star: Robert Patrick (Jackson Herveaux).
- Guest star: Riley Smith (Keith), Stacy Haiduk (Jenny), Shannon Lucio (Caroline Compton), Patricia Bethune (Jane Bodehouse), Tanya Wright (Kenya Jones), Natalie Hall (Amber Mills), Louis Ozawa Changchien (Hiroki), Bess Armstrong (Nancy Mills), Brett Rice (Paul Mills), Gilbert Owuor (Minus), Matthew Holmes (Charles Dupont).
- Ascolti USA: telespettatori 3.571.000[8]

## Karma
- Titolo originale: Karma
- Diretto da: Angela Robinson
- Scritto da: Angela Robinson

### Trama
Pam ed Eric vengono condotti alla sede della Yakonomo mentre Jessica scopre che Bill è malato. Lafayette porta a casa sua Lettie Mae e la donna convince James a dare a entrambi il suo sangue così da vedere Tara. Pam ed Eric vengono raggiunti da Mr. Gus Jr., il presidente della Yakonomo, e stringono un accordo per quanto riguarda Sarah Newlin; questa, intanto, arriva a casa della sorella. Jessica chiede a Jason di metterla in contatto con Sookie e Violet si infuria, mentre Andy scopre Adylin e Wade a letto insieme reagendo in malo modo. Lettie Mae e Lafayette, sotto l'effetto del V, vedono Tara mentre Nicole dice a Sam che intende andarsene il giorno successivo. Jessica mette al corrente Jason e Sookie della malattia di Bill e la ragazza capisce di avergliela trasmessa lei dopo l'attacco dei vampiri infetti, chiedendo al fratello di condurla a fare di nuovo il test. Bill, in attesa allo studio legale per fare testamento, peggiora rapidamente mentre Lettie Mae e Lafayette decidono di seguire la visione e recarsi alla loro vecchia casa, andando contro il reverendo Daniels. Sookie riceve i risultati del test, che confermano i suoi sospetti, mentre Bill, dopo aver capito che la legge e lo studio legale cui si è rivolto non gli permettono di fare testamento, uccide l'avvocato dello studio e il suo bodyguard vampiro. Sarah confessa alla sorella di aver bevuto l'antidoto al virus e che può guarirla mentre Sookie riferisce a Jessica i risultati del test. Jason, tornato a casa, scopre una lettera di Violet con la quale la vampira, che conduce via Adilyn e Wade dal forte Bellefleur dove si erano rifugiati, lo lascia. Eric, Pam e gli uomini della Yakonomo arrivano a casa di Amber trovandola guarita, mentre Bill rientra a casa, trovandovi Sookie e Jessica. 
- Guest star: Will Yun Lee (Mr. Gus), Natalie Hall (Amber Mills), Kathleen York (Madeline Kapnek).
- Ascolti USA: telespettatori 3.381.000[9]

## Un'ultima volta
- Titolo originale: May Be the Last Time
- Diretto da: Simon Jayes
- Scritto da: Craig Chester

### Trama
Amber rivela a Eric, Pam e Mr. Gus che il sangue di Sarah è la cura al virus, ma dopo che si rifiuta di dire loro dove si trova la sorella, Eric la uccide. Holly e Andy arrivano al forte Bellefleur, dove trovano i cellulari di Adylin e Wade, e chiamano Jessica per sapere se la ragazza le avesse trasmesso sensazioni di pericolo; i due partono quindi per l'Oklahoma, dove si trova la casa del padre del ragazzo, ipotizzando che i due si siano nascosti lì, proprio quando Violet li conduce a casa sua. Arlene ha una visione su Keith mentre Eric e Pam accettano la proposta di Mr. Gus: trovare Sarah grazie all'appoggio del governo giapponese, sintetizzarne il sangue e produrre il "New Blood", dividere i profitti ed Eric testimonial per avvicinare i vampiri al prodotto. Hoyt e la sua nuova fidanzata Brigette arrivano al locale di Arlene e il ragazzo dimostra di non ricordarsi di Jason: la donna quindi avverte il vice sceriffo, che arriva sul posto e prova subito un'attrazione ricambiata per Brigette. Sookie, preoccupata per Bill, chiama la dottoressa Ludwig; quando questa, tuttavia, per capire come il vampiro si sia ammalato, scopre che Sookie è imparentata con Niall, se ne va immediatamente. Jason mente a Hoyt riguardo alla morte di Maxine mentre Sookie riesce ad evocare Niall, ottenendo il suo aiuto per salvare Bill. Sarah ritorna al campus della Compagnia del Sole e, dopo aver avuto delle visioni che le annunciano che morirà quella stessa notte, viene rintracciata dagli uomini di Mr. Gus. Niall comunica a Sookie di non poter guarire Bill mentre Arlene confessa a Keith di essere portatrice sana del virus e di non poter fare quindi sesso con lui. Violet attacca Adylin e Wade e Jessica si reca subito da loro; Sookie, raggiunto Bill, fa l'amore con lui, mentre Eric e gli altri raggiungono il campus della Compagnia.
- Special guest star: Rutger Hauer (Niall Brigant), Michael McMillian (Steve Newlin).
- Guest star: Riley Smith (Keith), Ashley Hinshaw (Brigette), Will Yun Lee (Mr. Gus), Shishir Kurup (Guru Sanbir Dutta), Natalie Hall (Amber Mills), Shannon Lucio (Caroline Compton), Michael Rothhaar (William Compton Sr.), Matthew Holmes (Charles Dupont), Gilbert Owuor (Minus), Marcia de Rousse (Dr. Patricia Ludwig), John W. Godley (Big John), Rick Overton (Stewart Shelby), Cyd Strittmatter (Claire Shelby), Rebecca Klingler (Margaret Compton).
- Ascolti USA: telespettatori 3.393.000[10]

## Quasi a casa
- Titolo originale: Almost Home
- Diretto da: Jesse Warn
- Scritto da: Kate Barnow

### Trama
Sarah, convinta dalla visione di Jason, si consegna ad Eric e questi, dopo essersi nutrito del suo sangue, guarisce. Bill rivela a Sookie che Sophie Anne lo aveva inviato da lei per scoprire se fosse una fata e, in caso di conferma, avrebbe dovuto consegnargliela per cominciare ad allevarle, ma il vampiro decise di proteggerla per il profondo amore che provava. Lafayette e Lettie Mae vengono raggiunti dal reverendo Daniels e i tre, dopo aver bevuto il sangue di James, vedono Tara e una scena dell'infanzia della ragazza, durante la quale suo padre, in preda all'alcol, picchiò Lettie Mae. Jason riceve da Violet le foto di Adylin e Jessica sua prigioniere: il ragazzo avverte quindi Andy e viene seguito da Brigette, che poco prima aveva litigato con Hoyt. Mr. Gus rivela a Pam ed Eric che i suoi uomini stanno progettando il New Blood in modo che non sia una cura definitiva, così da aumentare i profitti, mentre Jason arriva da Violet: la vampira lo cattura facilmente, ma prima che cominci a torturare i quattro viene uccisa da Hoyt. La visione sull'infanzia di Tara prosegue e i tre vedono il momento in cui la bambina seppellì la pistola del padre e di come questi le abbandonò: Tara e la madre si abbracciano e, dopo aver ottenuto da Lettie Mae la promessa di proseguire con la sua vita, la ragazza svanisce trovando la pace. Andy e Holly raggiungono i loro figli mentre Jessica e Hoyt si riavvicinano. Eric arriva a casa di Bill e scopre da Sookie che il vampiro è malato: i due si danno appuntamento per la sera successiva, ma Sookie se ne va. Jessica e Jason decidono di essere amici mentre Sookie arriva al Fangtasia, dove ascolta i pensieri di Mr. Gus fingendo di venir ammaliata da Eric. Hoyt arriva al locale di Arlene e parla di Jessica a Jason per poi farle visita, mentre Sookie riesce ad entrare nei sotterranei del Fangtasia, dove trova Sarah e scopre che il suo sangue è la cura; la ragazza, assieme a Bill e Jessica, ritorna poi al locale dopo che Mr. Gus riparte per Dallas. Bill, tuttavia, si rifiuta di bere il sangue di Sarah. 
- Guest star: Ashley Hinshaw (Brigette), Will Yun Lee (Mr. Gus), Malcolm Goodwin (Joe Thornton), John W. Godley (Big John).
- Ascolti USA: telespettatori 3.343.000[11]

## Amare è morire
- Titolo originale: Love Is to Die
- Diretto da: Howard Deutch
- Scritto da: Brian Buckner

### Trama
Bill spiega di aver accettato l'idea della vera morte, nonostante gli accorati appelli di Jessica e Sookie (che arriva a schiaffeggiarlo), e dopo essersi rifiutato di bere il sangue di Sarah libera la giovane vampira dal loro legame su sua richiesta. Lei e Sookie vanno poi a casa di Sam, dove trovano una sua lettera per la cameriera con la quale la informa che si è trasferito a Chicago per stare con Nicole e la figlia in arrivo. Le due arrivano poi al locale di Arlene e comunicano a tutti la partenza dell'ex sindaco; Jessica, parlando con James, gli chiede scusa per gli errori del passato per poi andare da Hoyt, che sta avendo una discussione con Brigette per il fatto che al momento non vuole figli. Jessica gli racconta quindi del loro passato e della scelta di Bill mentre Brigette chiama Jason. Eric arriva da Bill e questi gli rivela di volersi lasciar morire così che Sookie possa rifarsi una vita senza di lui, chiedendogli poi di combinare un incontro con lei così che possa spiegarle i suoi motivi. Jason arriva da Hoyt e Jessica: il ragazzo lo colpisce e, dopo essere svenuto, viene portato via da Brigette. Mentre Jessica e Hoyt hanno un rapporto sessuale, Jason racconta a Brigette tutta la loro storia; nel frattempo Eric va da Sookie e le spiega la decisione di Bill. Il vampiro torna poi al Fangtasia e, dopo aver fatto sesso con Ginger, scopre Mr. Gus nei sotterranei con Pam prigioniera: minacciando questa, il giapponese scopre che Sookie è a conoscenza della verità, mentre Bill arriva a casa della fata.
- Guest star: Riley Smith (Keith), Ashley Hinshaw (Brigette), Will Yun Lee (Mr. Gus).
- Ascolti USA: telespettatori 3.556.000[12]

## Grazie
- Titolo originale: Thank You
- Diretto da: Scott Winant
- Scritto da: Brian Buckner

### Trama
Bill spiega a Sookie perché vuole morire per poi chiederle di ucciderlo con la sua luce, in modo che lei stessa non sia più così invitante per i vampiri, ma la ragazza rifiuta. Eric libera Sarah, essendo intenzionato ad uccidere Mr. Gus e a rubargli il New Blood, facendole però bere prima il sangue di Pam, così che la possano sempre rintracciare; il vampiro uccide quindi il magnate giapponese. Pam rintraccia Sarah e, dopo essersi rifiutata di trasformarla in vampiro, ne beve il sangue per diventare immune all'epatite V. Jessica e Hoyt fanno visita a Bill e la vampira dice al suo creatore che starà bene e che accetta la sua decisione; Hoyt, in risposta ad una domanda del vampiro, afferma che un giorno chiederà a Jessica di sposarlo. Sookie va da Jason per parlargli di Bill; poco dopo i due ricevono una telefonata da Jessica e Hoyt, che li invitano al loro matrimonio, che si terrà il giorno stesso così che Bill possa vederlo. Andy, Holly e Arlene arrivano a casa di Bill per la cerimonia e il vampiro chiede ed ottiene dallo sceriffo che questi affitti la casa, che erediterà da lui in quanto suo discendente, ai due giovani sposi. Jason e Hoyt tornano ad essere amici per la pelle e subito dopo si tiene la cerimonia; Sookie si accorge di poter ora sentire i pensieri di Bill, devastato dal dolore e ancora innamorato di lei ma che la prega di essere libera. I due successivamente si incontrano alla tomba costruita per il vampiro durante la guerra civile: la fata, dopo aver parlato con il reverendo Daniels, decide di non liberarsi dei suoi poteri e lo uccide, anche grazie al suo aiuto, trafiggendolo. Eric e Pam realizzano il New Blood facendo una fortuna e tre anni dopo, durante la festa del Ringraziamento, Jason, assieme alla famiglia messa su con Brigette, arriva dalla sorella, incinta, assieme a tutti i loro amici, mentre Pam ed Eric, al Fangtasia, fanno bere il sangue di Sarah a pagamento. 
- Special guest star: Lois Smith (Adele Stackhouse), Michael McMillian (Steve Newlin).
- Guest star: Riley Smith (Keith), Ashley Hinshaw (Brigette), Will Yun Lee (Mr. Gus), Patricia Bethune (Jane Bodehouse), Charlaine Harris (Sound mixer per lo spot pubblicitario).
- Ascolti USA: telespettatori 4.036.000[13]
- Varie: L'episodio finale ha una durata di 65 minuti, 5 minuti in più rispetto agli episodi precedenti. L'attrice che interpreta Sookie da bambina è Lilac Emery-Haynes, figlia dell'attore Stephen Moyer, al suo esordio come attrice.